# Providencia (bacteria)
Providencia es un género de bacterias gramnegativa de la familia Morganellaceae. Puede fermentar la glucosa, pero no puede fermentar la lactosa. Son bacterias móviles, citrato positivas, productoras de gas y capaces de desaminar la fenilalanina. Algunas especies, P. stuartii por ejemplo, son patógenos oportunistas en humanos y pueden causar infecciones urinarias, en particular en pacientes con catéteres urinarios por largo tiempo o aquellos con quemaduras extensas. Algunas especies son resistentes a la ampicilina y es posible ver organismos multirresistentes a antibióticos.